# Dances with Smurfs
Dances with Smurfs is de dertiende aflevering van het dertiende seizoen van de Amerikaanse animatieserie South Park. De aflevering werd voor het eerst uitgezonden op  12 november 2009. De titel verwijst naar de Kevin Coster film Dances with Wolves en de Belgisch cartoon De Smurfen.

## Verhaal
Nadat Gordon Stoltski, een derdeklasser van South Park Elementary die 's morgens de schoolmededelingen omroept, per ongeluk is mishandeld en vermoord door een man die hem aanzag voor degene met wie zijn vrouw was vreemdgegaan, geeft Eric Cartman zich op om zijn plaats in te nemen. Nadat hij zijn grootste concurrent Casey Miller ten onrechte heeft laten diskwalificeren, gebruikt hij zijn macht om op Wendy Testaburger te schelden, die volgens hem een onverantwoordelijke schoolvertegenwoordiger is. Al snel krijgt hij aanhangers, onder leiding van Butters Stotch. Wendy negeert dit protest, dat langzaamaan groter en groter wordt.
Cartman schrijft vervolgens een boek over hoe de school aan Wendy ten onder gaat, en gaat nog verder door een documentaire te maken waarin te zien is hoe hij naar Smurfenland emigreert, en hoe hij vreedzaam samenleeft met de smurfen tot Wendy alle Smurfen vermoordt. Cartmans aanhangers zijn diep geschokt. Wendy komt echter met een onverwacht antwoord.  Ze geeft toe dat ze de Smurfen heeft vermoord, geeft aan dat ze hierover een boek heeft geschreven, de rechten voor een filmversie hiervan reeds heeft verkocht, en geeft haar taak als schoolvertegenwoordiger over aan Cartman. Deze moet vervolgens zijn taak als omroeper van de schoolmededelingen inleveren, omdat de taken niet gecombineerd mogen worden, en komt erachter dat de taak van schoolvertegenwoordiger helemaal niks betekent. In een omkering van posities is Cartman vervolgens de impopulaire schoolvertegenwoordiger die door Casey Miller, de nieuwe schoolomroeper, wordt uitgescholden.